# ヒルデガルド・フォン・マリーンドルフ
ヒルデガルド・フォン・マリーンドルフ（Hildegard von Mariendorf）は、田中芳樹のSF小説（スペース・オペラ）『銀河英雄伝説』の登場人物。銀河帝国側の主要人物。
作中での呼称は愛称の「ヒルダ」が多い。また、ラインハルトを始め、帝国の主要人物たちからは、お嬢さんを意味する「フロイライン」と呼称されることも多く、名字と合わせ「フロイライン・マリーンドルフ」も多い。また、作中終盤でラインハルトと結婚し、最後は「ヒルデガルド・フォン・ローエングラム」となっている。

## 概要
ローエングラム陣営の主要人物であり、ラインハルトの首席秘書官、後に結婚して皇妃となる。才能豊かで伯爵令嬢ながら男勝りな性格をしており、男であればゴールデンバウム朝でも出世しただろうと目される才女。登場時20歳という若さながら帝国の行く末やラインハルトの狙いを看破した上、適切な勢力分析を行い、リップシュタット戦役の折に、早期にローエングラム陣営への支持を表明する。その聡明さをラインハルトに気に入られて、彼の首席秘書官となり、主に内政や人事統制において補佐し、意見具申を行う。有能であっても軍事ロマンチストが多いローエングラム陣営首脳部において非軍人かつ女性としてものを見ることができる希少な存在として重用され、ミッターマイヤーら諸将からの信頼も厚い。物語終盤では皇妃となり、ラインハルトの死後（物語終了後）は第2代皇帝となる息子アレクの摂政となって帝国を盛りたて、「ローエングラム朝の育ての親」と評されたという。
本編での初登場はリップシュタット戦役の直前（第2巻）。ただし、OVA版ではカストロプ動乱終結後に1度登場している。時系列上の初登場は第6次イゼルローン攻防戦の直前に、ヴェストパーレ男爵夫人の友人として登場している。基本的には登場してから物語の最後まで重要エピソードに関わる。

## 略歴
帝国暦468年生まれ。19歳の時に父親がマクシミリアン・フォン・カストロプに拘禁され、キルヒアイスに救い出されたことで、ローエングラム陣営と繋がりが生じる。20歳の時、リップシュタット盟約に参加するかどうかで悩んでいた父親に、ローエングラム陣営に与する事を主張、自ら人質としてラインハルトの元帥府に出向き、家督と財産の保護、およびその約束を公文書にて受領することと引き換えにラインハルトに忠誠を誓う。リップシュタット戦役の終了後、帝国宰相リヒテンラーデ公爵がラインハルトの排除を策していることを超光速通信で知らせている（石黒版OVA25巻ではビデオレターをラインハルトに送っている。このビデオレターはオーベルシュタインも見ている）。
翌年、ラインハルトの帝国宰相首席秘書官に登用され、キルヒアイスを失ったラインハルトにとっての政戦両略の相談相手となる。似たような立場にあるオーベルシュタインが「義務」という枠から一歩もはみ出さないのに対し、ヒルダはプライベートに至るまでラインハルトを支え続けた。ラグナロック作戦時には中佐待遇で従軍し、その智謀をもってラインハルトの生命の危機を救っている。
ラインハルトの登極とともに皇帝主席秘書官に階位を進める。新帝国暦1年7月6日、従弟のハインリッヒ・フォン・キュンメルがキュンメル事件を起こし、国務尚書となった父親と供に数日間の自主謹慎となるが、ラインハルトの命令で咎めなく復帰する。同2年、回廊の戦いで大本営幕僚総監のシュタインメッツ上級大将が戦死し、その場にて中将待遇で第2代大本営幕僚総監に任命される。
新帝国暦2年8月29日、戦没者墓地の完工式でヴェスターラントの虐殺の遺族と名乗る男が、ラインハルトの暗殺を謀る。事件は未遂に終わったが、ラインハルトがその男の言葉にショックを受けた様子を示す。それを心配したヒルダは、その夜、様子を見にラインハルトの部屋を訪ね、帰らないで欲しいという願いを受け入れて一夜を共にした。翌朝、朝帰りをしたヒルダの元にラインハルトが求婚に訪れ、それを父親から聞かされたヒルダは10日ほど出勤出来なかった。復帰した後も、途方にくれるラインハルトに対して返答が出来ないままでいたが、旧同盟領への行幸前夜の会話で改めてラインハルトの純朴さを感じ、求婚受諾を決意した。
同2年11月、ウルヴァシー事件から帰還したラインハルトにラングの罪を告発したケスラーの報告書を見せた後、妊娠していることに気が付いたヒルダは、12月30日、その事実と求婚の受諾をラインハルトに告げた。翌3年の新年パーティーでそれが報告され、同29日、ホテル・シャングリラのパーティー会場で結婚してローエングラム王朝初代皇妃になり、それに伴って大本営幕僚総監の職務をメックリンガーに譲った。
出産予定日は6月10日前後だったが、5月14日、仮皇宮の柊館が地球教徒に襲撃され（柊館（シュテッヒパルム・シュロス）炎上事件）、その最中に陣痛が発生、テロが鎮圧された後に急遽病院に搬送され、同日22時50分、後にアレク大公と呼ばれることになる男児を出産した。
同年7月26日、夫のラインハルトが崩御。第2代皇帝であるまだ幼い我が子の摂政皇太后となった。ラインハルトの遺言により、彼女の名において6名の上級大将は元帥に昇進し、既に元帥だったミッターマイヤーは「首席元帥」の称号が与えられる。小説の記述では、その後、亡きラインハルトの路線を継承し発展させていったものと思われる。

## 能力
客観的で合理的、ローエングラム王朝の関係者の中では、あるいは随一ではないかと言われるほどの政治センスを持ち、さらにはそれを最大限に生かすしたたかさを有している。銀河帝国、特にゴールデンバウム王朝はかなりの男性優位社会であり、彼女も旧王朝のままだと自らの類まれな才能を十分生かせずに終わった可能性も十分にある。そのような中で彼女はラインハルトと出会い、重職に登用された。なお、外伝「千億の星、千億の光」において、ヴェストパーレ男爵夫人に「あなたが男なら、いずれ国務尚書ぐらい簡単に務まるのにねえ。それとも軍隊にはいって軍務尚書かしら」といわれるシーンがある。
リップシュタット戦役の際に父フランツにローエングラム陣営に与すべきを進言して自らラインハルトと交渉に当ったのを最初に、要塞対要塞戦や幼帝誘拐事件などで、的確だがラインハルトには耳の痛い意見をしばしば進言している。また、イゼルローンが再占領されて、ラインハルトや帝国軍の諸提督がヤンとビュコックの連携という疑心暗鬼に捉われている時は、ただ一人その疑念を明確に分析・否定した。
その他様々な進言/策謀を考え実行しているが、中でもラグナロック作戦中のバーミリオン会戦で双璧を説得して政府を盾に同盟の無条件降伏を勝ち取り、ラインハルトの危機を救ったことが、ローエングラム王朝成立に最も貢献した智謀だとされている。戦術家としてあえてヤンと対等の勝負を望んだラインハルトが、その自分の欲求に基づく作戦を立てたことに危機感を覚えての独断専行であった。この策が成功した際にウォルフガング・ミッターマイヤーは「あなたの智謀は一個艦隊の武力にまさる」とヒルダを称えた。しかし、ラインハルトの窮地を救うべく双璧を動かした際、バイエルラインが先に刺激していたこともあり、ロイエンタールの水面下に眠る野心を忌避してミッターマイヤーを説得相手に選んだことで、ロイエンタールの野心を重ねて刺激してしまったことも事実であり、それを察したロイエンタールに視線を向けられて後ろめたさに顔を背けていた。また、結果的にラインハルトの危機は救えたものの、「ラインハルトの名において最高責任者の罪は不問にする」と無断で誓約してしまったために最大の戦犯者の一人であったトリューニヒト最高評議会議長を裁くことができなくなった上、彼の生命や財産の保証ばかりか帝国への移住までも受け入れざるを得なくなり、将来的には帝国にとって害となり得る危険のある彼が帝国政権の内部に入り込む機会までも与えてしまったため、一時的にラインハルトからは不興を買った。
精神面・感情面の分析能力に大変優れており、それがため帝国の中で最もヤンの性格や気質を把握し、かつ評価していたと言われている。「オーベルシュタインの草刈り」が帝国軍首脳に対立を生じさせていたとき、異種の思考を持つ者の存在について、オーベルシュタインではなくヤンのような人間に担当してほしかったと考えている様子が描かれている。
人間誰にでも言えることであるが、他人の心理を測るには大変優れていても、自分自身の心理は把握できていなかったようで、ラインハルトに求婚された際には、激しく動揺している。

## 人柄
くすんだ短めの金髪と少年めいた硬質の美貌の持ち主だが、それ以上に活き活きと輝くブルーグリーンの瞳が活力に満ちた印象を与えている。ラインハルトと並んだ姿を「アポロンとミネルバ」に例えられている。基本的に温厚な性格だが、強靭な精神力も有している。オーベルシュタインと一対一で対峙した時も全く怯まず意見を述べる場面がある。また、ラインハルトがしばしば見せるヒルダに対する八つ当たりじみた感情の激発に対して、許した上にラインハルトを心配するという寛容な度量も有している。
恋愛遍歴は皆無で、父マリーンドルフ伯爵にも危惧されている。しかし、ラインハルトの何気ない「フロイラインには常に余の傍らに居てもらわねば困る」という言葉に、幕僚として側にいて欲しいという発言を勘違いして一瞬恋愛感情を想像するなど、ラインハルトに比べれば男女の恋愛について一定の感受性を持っている。不器用極まりない求婚しか出来ないラインハルトの欠点を許容するという恋愛感情の整理を経て、求婚を受諾した。
広い視野と卓越した分析力により、実際は年上であるラインハルトに対して、むしろ「控えめな年長者」的な態度で接している。その一方で、時にはその感情を汲んで従うのでなく、むしろ彼の感傷的気質を否定して機嫌を損ねることを承知で諫言することもある。その典型がバーミリオン会戦でのラインハルトの危機を救ったハイネセン占領の知略であり、ラインハルトはヒルダの正しさを認めつつも遊び場を取り上げられた子供のような言動を表している。同様に、回廊の戦いに先立ってラインハルトがヤンと同じ戦力で戦いたいと言った時、戦闘回避の口実として、それならばその戦力が整うまでヤンに時間を与えるべきと進言してラインハルトを不機嫌にさせている。この件については、ヒルダ自身はラインハルトが戦うことによってのみ心を満たされる状態に陥っていることに対し、本気で危惧している、という理由が考えられる。
小さい頃は他の貴族の令嬢が興味を持つような趣味や話題に一切近づかず、野山を駆け回っていた。そういった性格から、亡き母親を通じて知り合ったマグダレーナ・フォン・ヴェストパーレ男爵夫人とは気が合っている。第6次イゼルローン攻防戦の直前、ヒルダと町で出会ったマグダレーナは恋人のいないヒルダに対して、近々彼女に相応しい男（ラインハルト）を紹介すると口にしているが、彼女自身の恋愛に多忙を極めたことで実現には至っていない。

## 家族
母親は物語開始前に死亡。家令のハンス夫妻や使用人を除けば父親と2人暮らしだった。弟分に従弟のハインリッヒ・フォン・キュンメルがいる。結婚後は夫のラインハルトと長男のアレク大公がいたが、3人一緒になったのは新帝国暦3年7月18日から26日の8日間のみ。

## その他エピソード
小説ではキルヒアイスとは対面が果たせなかったが、OVA版ではカストロプ動乱が終結した際に対面している（具体的な会話があったかは不明）。
アンネローゼの助言もあったらしく結婚当初は互いに「ヒルダ」「ラインハルト」と呼び合おうと努めたが、すぐにラインハルトはヒルダを「皇妃（カイザーリン）」と呼ぶようになり、ヒルダもラインハルトを「陛下」と呼ぶようになった。もっとも、仕事を通じて知り合った夫婦が新婚時に、つい肩書きなどで呼び合ってしまうのはよくあることであるが、この夫婦には家族になるための時間が与えられなかった。
ただし、ラインハルトは趣味など皆無の人物であり、政治と軍事が彼の全てであった。ユリアン・ミンツとの会談の際にラインハルトは「皇妃は余よりはるかに政治家としての識見に富む」と言っているが、それはラインハルトにとって最大ののろけではなかったかとユリアンは述懐している。
藤崎版では序盤から登場し、宮廷におけるアンネローゼの最初にして唯一の友人であり（原作版・OVA版におけるマグダレーナ・フォン・ヴェストパーレやドロテーア・フォン・シャフハウゼンに相当する位置付け）、原作版やOVA版よりも活発かつボーイッシュさが強調された人柄が描写されている。アスターテ会戦での功績で元帥に列せられたラインハルトがキルヒアイスを伴ってアンネローゼの元を訪れた際、2人をベーネミュンデ侯爵夫人シュザンナの差し向けた刺客と勘違いして、同様の勘違いをした2人に捕えられるがこの場での本人の発言から誤解が解けるという形で原作版よりも早くラインハルトと知り合い、同じくその場に居合わせていたキルヒアイスとも知り合っている。
カストロプ動乱では、父・フランツを救う為に帝国軍兵士に扮してキルヒアイスの討伐艦隊所属の「第7小隊の巡航艦」に密航するも拘束され、キルヒアイスの前に引き出される形で彼と対面している。この際、カストロプ家の有様やマクシミリアンの幼稚ながら意外にも軍事の才能を持ち合わせていた人間性と能力、そしてマリーンドルフ家やフランツの危機についてを、フレーゲル男爵が一枚噛んでいることも含めて説明し、マクシミリアンを相手にキルヒアイスが見事な采配で敗走させる様を目の当たりにした。
動乱後はこの縁もあってキルヒアイスのことを彼の死以降も「ジーク兄さま」と呼び、アンネローゼと共に慕っている。反面ラインハルトのことは元帥府への登用以降から結婚前までは人間としては若干の苦手意識を抱いている。

## 演じた人物
アニメ
- 勝生真沙子（OVA全般）
- 花澤香菜（Die Neue These）

舞台
- 宇野実彩子 （銀河英雄伝説 第一章 銀河帝国篇、2011年）
- 中山由香（銀河英雄伝説 第三章 内乱、2013年 / 第四章 前篇 激突前夜、2013年 /  第四章 後篇 激突、2014年 / 特別公演 星々の軌跡、2015年）

銀河英雄伝説@TAKARAZUKA
- 実咲凜音 （本公演、2012年 / 博多座公演、2013年）
- 花乃まりあ （新人公演、2012年）